# 海科·巴尔茨
海科·巴尔茨（德語：Heiko Balz，1969年9月17日—），德国男子摔跤运动员。他曾代表德国参加1992年和1996年夏季奥林匹克运动会摔跤比赛，其中1992年奥运会获得一枚银牌。